# Моцарт, Констанция
Констанция Моцарт (нем. Constanze Mozart; полное имя — Мария Констанция Цецилия Йозефа Иоганна Алоизия (нем. Maria Constanze Caecilia Josepha Johanna Aloisia); урождённая Вебер, позже — Ниссен; 5 января 1762, Целль — 6 марта 1842, Зальцбург) — певица
, мемуарист, супруга композитора Вольфганга Амадея Моцарта, двоюродная сестра Карла Марии Вебера.

## Биография
Констанция была третьей из четырёх дочерей в семье Франца Фридолина Вебера (Йозефа, Алоизия, Констанция, Софи). Выросла в Мангейме, где её отец служил при театре контрабасистом и суфлёром. С Моцартом впервые встретилась в театре в 1777 году, хотя тогда композитор влюбился в её старшую сестру Алоизию, бывшую оперной певицей при этом же театре.
Во второй раз они встретились в 1781 году, когда семья Констанции переехала в Вену; Алоизия к этому времени уже была замужем. Моцарт некоторое время жил в их доме, затем из-за сплетен был вынужден его покинуть, но вскоре, 4 августа 1782 года, сочетался браком с Констанцией, не получившей разрешения на него от родителей. Музыковедами признаётся влияние, которое Констанция оказывала на творческое вдохновение Моцарта.
За восемь с лишним лет совместной жизни с Моцартом Констанция была беременна шесть раз, но четверо их детей умерли во младенчестве; кроме того, в последние годы брака она страдала от частых переездов и безденежья, а после смерти Моцарта в 1791 году осталась одна с двумя детьми и невыплаченными долгами мужа. Нужда вынудила её организовать вместе с сёстрами Йозефой и Алоизией несколько концертных туров, где исполнялись произведения Моцарта, а на рубеже XIX века — продать рукописи произведений Моцарта.
В 1809 году Констанция вышла в Братиславе замуж за датского дипломата Георга Николауса Ниссена, с которым год спустя уехала в Копенгаген. В августе 1824 года пара переехала в Зальцбург, где Констанция вместе с мужем начала работу над биографией Моцарта. Ниссен умер в 1826 году, биография была издана Констанцией спустя два года. Исследователи жизни и творчества Моцарта относятся к этой биографии крайне осторожно: Констанция имела склонность вымарывать из писем Моцарта неприятные ей места, и в биографии, как пишет Альфред Эйнштейн, не обошлось без «умолчаний, утаиваний и даже фальсификации». Именно Констанции принадлежат некоторые неправдоподобные анекдоты из жизни Моцарта, послужившие материалом для его ранних биографий.
Констанция была похоронена в Зальцбурге на кладбище св. Себастьяна рядом с Леопольдом Моцартом, отцом Вольфганга Амадея Моцарта.

## Образ в кино
- Амадей (1984)